# Cayetano Sánchez Bustillo
Cayetano Sánchez Bustillo (Llanes, 1839-Madrid, 14 de septiembre de 1908) fue un abogado, economista y político español, ministro de Ultramar durante el reinado de Alfonso XII y ministro de Hacienda durante el reinado de Alfonso XIII. 

## Trayectoria profesional

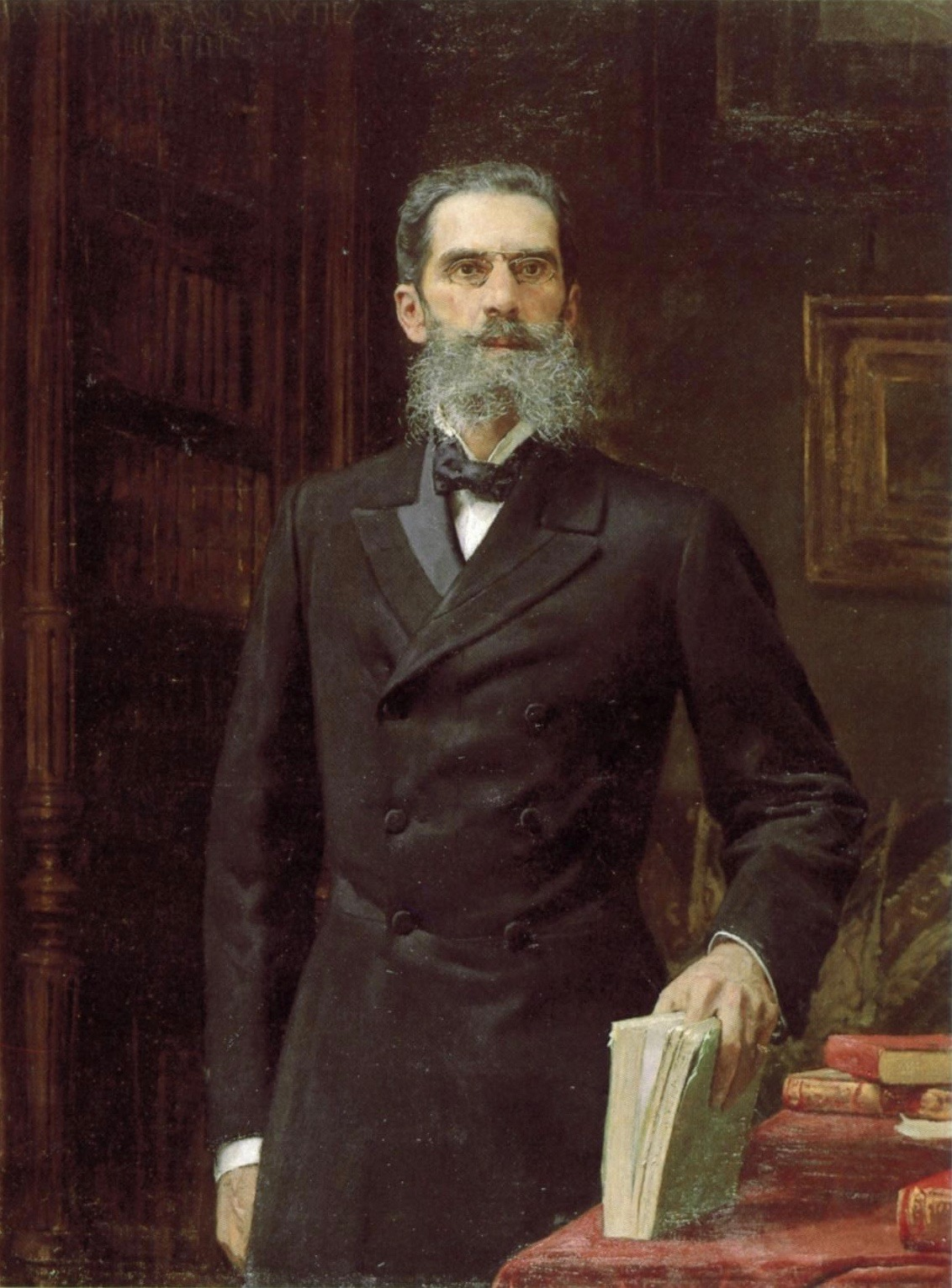
Cayetano Sánchez Bustillo, por José Moreno Carbonero (Banco de España).

Con tan sólo quince años empezó a trabajar como oficial en la Dirección General del Ministerio de Hacienda lo que junto a la licenciatura que obtuvo en Derecho le sirvió tanto para iniciar su carrera administrativa como política. Miembro del Partido Conservador fue elegido diputado al Congreso por Pontevedra en las elecciones de 1876 y 1879 y por Ciudad Real en 1884 para pasar, en 1886, al Senado donde en 1896 sería nombrado senador vitalicio.
Fue ministro de Ultramar entre el 19 de marzo de 1880 y el 8 de febrero de 1881 en un gobierno que presidió Antonio Cánovas, abandonando la política activa a la muerte de éste en 1897, no retornando a la misma hasta que fue requerido por Antonio Maura para que ocupara la cartera de ministro de Hacienda en uno de sus gabinetes —cartera que desempeñaría entre el 23 de febrero y el 14 de septiembre de 1908, fecha en la que falleció—.
Fue igualmente gobernador del Banco de España entre 1890 y 1891, primer presidente del Banco Español de Crédito, presidente del Banco Hipotecario de España, alcalde de Madrid en 1890 y presidente de la Compañía Arrendataria de Tabacos.